# 高丽城山城
高丽城山城又称青石岭山城，位于中华人民共和国辽宁省营口市盖州市青石岭镇高丽城村，是约五世纪初由高句丽所建的山城遗址。该遗址于2013年被列入第七批全国重点文物保护单位。

## 历史
高丽城山城可能建于公元五世纪初。公元407年，高句丽击退北燕占领今盖州地区，高句丽在此地筑建安城并设置建安县。而据中国学术界考证，高丽城山城即为建安城。该城可能一直使用至唐高宗总章元年（668年）高句丽灭亡。据《资治通鉴》记载，唐朝与高句丽在此山城曾发生“建安之战”，最终唐军攻破该城。唐朝于668年占领辽东后，在山城原址设置建安州都督府。

## 保护与发掘
1963年辽宁省人民委员会公布高丽城山城为辽宁省文物保护单位，2013年高丽城山城被列入第七批全国重点文物保护单位。
2015年4月，中国社会科学院考古研究所、辽宁省文物考古研究院和盖州市文物局组成考古队，开始对山城及周边区域进行初步调查和试掘。2015年首次试掘发现了城内金殿山遗址局部、东南侧大型建筑址和4号门遗址等，2017年至2018年对4号门址进行了系统发掘，发掘出夯土墩台、门道铺石等遗迹。2018年考古队在一号蓄水池和4号门址开展勘探与发掘，在池内及周围地层内发现存有植物根茎和果实遗存。此外，金殿山遗址与蓄水池之间的探沟中出土了大量铁器冶炼炉渣、铁块和陶瓷碎片，同时发现牛马猪鹿等动物骨骼以及保存完好的用于碾磨谷物的踏碓遗存。2020年考古队继续发掘东北角楼西侧护坡和城外椅子山墓群等区域。历经五年多的发掘，考古队在山城内总计清理出逾千平方米的遗迹，出土了包括莲花纹瓦当，马镫、铁枪、陶罐、铜镜、水磨石等数千件高句丽时期遗物。

## 建筑结构
高丽城山城利用山脊地形构筑防御工事，城墙呈横“凸”字形环绕山顶。在人工修筑的城墙中，有夯土墙、堆筑土墙和石砌墙等多种结构类型。东墙长约1128米，南墙长1942米，西墙1890米，北墙1525米，其中西墙北段夯土墙遗存高达19米，北墙主要为石筑，保存了约1.2米高的基础。城墙以天然陡崖为屏障，将人工墙体与山脊相结合。城墙上共发现门址六处，包括三处城门和一水门，东门一、西门二，水门设在西侧两门之间。城门设有瓮城和伸出的边墩筑墙。其中，4号门内设瓮城、北南两侧均有巨大方形墩台，经考古发掘在门道铺石上发现高句丽时期的地层和莲花纹瓦当等遗物，表明门楼原可能有木构建筑。东城墙与北城墙交汇处遗存有东北角楼遗址。该角楼呈圆角长方形，遗存高度1.2至3.7米，外部有夯土与石砌护坡，角楼周围出土木炭、烧土变形瓦件等表明角楼之上有也可能有木构楼房。
城内较高处有俗称金殿山的海拔约98米小山，山顶发现边长约8米的石砌方形台基，台基周围有瓦片堆积与烧土痕迹。金殿山东南侧开阔平台上发现面积超过1万平方米的大型建筑址，共由四级台地构成。二号建筑基址遗存长约110米、宽9米，保留有41列石础，在石础中出土大量冶炼废渣。金殿山西侧约200米为一处圆角长方形的一号蓄水池，蓄水池的石砌堤坝宽3至4米、高1.2至1.5米呈阶梯状向池内延伸。